# Gooey
Gooey är Last Days of Aprils sjunde studioalbum, utgivet 2010. Låtarna "America"  och "No Time for Dreams" utgavs även som singlar.
På skivan medverkar bl.a. Evan Dando och Tegan Quin.

## Låtlista
Alla låtar är skrivna av Karl Larsson.
1. "No Time for Dreams" - 2:28
2. "I Think You're Everything" - 3:21
3. "America" - 3:53
4. "I Can't Control It" - 3:33
5. "Heart" - 5:13
6. "All the Same" - 3:45
7. "Why So Hasty" - 4:49
8. "Forget About It" - 4:00
9. "In Ink" - 3:18
10. "What Is Here for You Is What You Bring with You" - 6:14
11. "If (Don't Ever Blame Yourself)" - 4:23

## Singlar

### America
1. "America" - 3:53

### No Time for Dreams
1. "No Time for Dreams" - 2:28

## Medverkande musiker
- Karl Larsson - sång, gitarr
- Evan Dando - sång på "All the Same"
- Tegan Quin - sång på "If (Don't Ever Blame Yourself)"

## Mottagande
I Sverige fick skivan ett gott mottagande och snittar på 3,4/5 på Kritiker.se, baserat på arton recensioner.